# Пастежиці
Пастежиці (пол. Pasterzyce) — село в Польщі, у гміні Журавіна Вроцлавського повіту Нижньосілезького воєводства.
Населення — 59 осіб (2011).
У 1975-1998 роках село належало до Вроцлавського воєводства.

## Демографія
Демографічна структура станом на 31 березня 2011 року:
|          | Загалом | Допрацездатний вік | Працездатний вік | Постпрацездатний вік |
| -------- | ------- | ------------------ | ---------------- | -------------------- |
| Чоловіки | 27      | 1                  | 22               | 4                    |
| Жінки    | 32      | 9                  | 10               | 13                   |
| Разом    | 59      | 10                 | 32               | 17                   |